# 프레미우 크라키 두 브라질레이랑
프레미우 크라키 두 브라질레이랑(포르투갈어: Prêmio Craque do Brasileirão)는 브라질 축구 협회에서 한 시즌 동안 세리에 A에서 활약한 선수, 감독 및 심판들에게 시상하는 브라질의 시상식이다.

## 시상 부분
| 부분                | 기간      |
| ------------------- | --------- |
| 최우수선수상        | 2005-현재 |
| 베스트 11           | 2005-현재 |
| 득점상              | 2005-현재 |
| 감독상              | 2005-현재 |
| 심판상              | 2005-현재 |
| 특별상              | 2005-2007 |
| 팬선정 최우수선수상 | 2006-현재 |
| 신인상              | 2007-현재 |
| 최우수 팬상         | 2007-2010 |
| 페어플레이상        | 2013-현재 |
| 외국인선수상        | 2015-현재 |
| 베스트골상          | 2015-현재 |

## 부문

### 올해의 팀
| 시즌 | 골키퍼            | 수비수                                            | 미드필더                                               | 공격수                            |
| ---- | ----------------- | ------------------------------------------------- | ------------------------------------------------------ | --------------------------------- |
| 2005 | 파비우 코스타     | 가브리엘 가마라 루가노 구스타부 네리              | 마르셀루 마투스 칭가 페트코비치 호지르                 | 테베스 하파에우 소비스            |
| 2006 | 호제리우 세니     | 소우자 파방 파비아누 엘레 마르셀루                | 미네이루 루카스 헤나투 아브레우 제호베르투             | 소우자 페르난당                   |
| 2007 | 호제리우 세니     | 레우 모우라 브레누 미란다 클레베르                | 에르나니스 히샤를리송 입송 발디비아                    | 이코스타 조시에우                 |
| 2008 | 빅투르            | 레우 모우라 치아구 시우바 미란다 주안             | 에르나니스 하미리스 지에구 소우자 알렉스               | 클레베르 페레이라 알렉스 미네이루 |
| 2009 | 빅투르            | 조나탄 안드레 지아스 미란다 줄리우 세자르         | 에르나니스 기냐수 페트코비치 지에구 소우자             | 지에구 타르델리 아드리아누        |
| 2010 | 파비우            | 마리아누 데데 미란다 호베르투 카를루스            | 주실레이 일리아스 몬티요 콩카                          | 네이마르 조나스                   |
| 2011 | 제페르송          | 파그네르 데데 헤베르 코르테스                     | 파울리뉴 하우프 지에구 소우자 호나우지뉴               | 네이마르 프레드                   |
| 2012 | 지에구 카발리에리 | 마르쿠스 호샤 레오나르두 시우바 헤베르 카를리우스 | 파울리뉴 제안 루카스 호나우지뉴                        | 네이마르 프레드                   |
| 2013 | 파비우            | 마르쿠스 호샤 데데 마노에우 알렉스 텔레스         | 니우통 일리아스 이베르통 히베이루 파울루 바이에르      | 와우테르 에데르송                 |
| 2014 | 제페르송          | 마르쿠스 호샤 데데 지우 에지지우                  | 루카스 시우바 소우자 이베르통 히베이루 히카르두 굴라트 | 지에구 타르델리 게레로            |
| 2015 | 카시우            | 마르쿠스 호샤 지우 제메르송 도글라스 산투스       | 하파에우 카리오카 일리아스 헤나투 아우구스투 자드송    | 루앙 히카르두 올리베이라          |
| 2016 | 자이우송          | 지안 페드루 제루메우 예리 미나 조르지             | 체체 모이세스 지에구 히바스 두두                       | 호비뉴 가브리에우 제주스          |

## 같이 보기
- 볼라 지 오우루